# El Collell (Guixers)
El Collell és una masia al sector nord-oriental del municipi de Guixers, a la comarca catalana del Solsonès, a una altitud de 1.355 metres. És al vessant meridional de la Serra dels Prats, a l'est de Montcalb, al llom d'un esperó de la muntanya que domina les fondalades del Torrent de Fontanella a l'oest i la del Torrent de Vallsadolla a l'est.

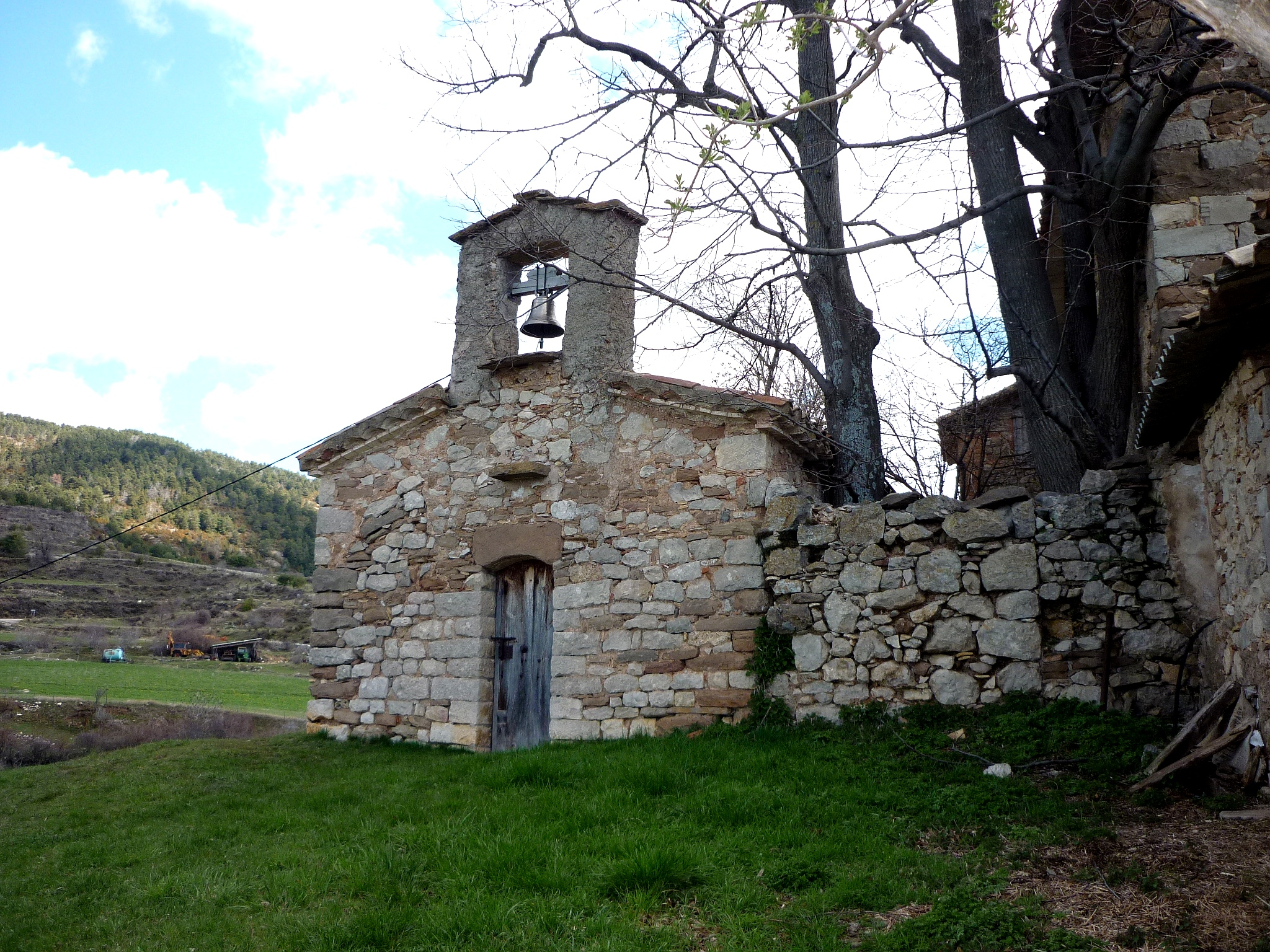
La capella de Santa Magdalena

A la vora oest de la masia s'aixeca una petita capella dedicada a Santa Magdalena. A prop hi passa la carretera asfaltada a Montcalb.